# Galatheanthemum hadale
Galatheanthemum hadale is een zeeanemonensoort uit de familie Galatheanthemidae.
Galatheanthemum hadale is voor het eerst wetenschappelijk beschreven door Carlgren in 1956.